# Joseph Gallian
Joseph Anthony Gallian (* 5. Januar 1942 in Pennsylvania) ist ein US-amerikanischer Mathematiker, der sich mit Kombinatorik und Algebra befasst und als Mathematikpädagoge bekannt ist.

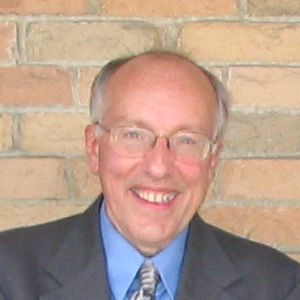
Joseph Gallian

## Leben
Gallian wuchs in New Kensington bei Pittsburgh auf und studierte an der Slippery Rock State University mit dem Bachelor-Abschluss 1966, an der University of Kansas (Master-Abschluss 1968) und wurde 1971 an der University of Notre Dame bei Karl Kronstein promoviert (Two-step centralizers in finite p-groups). Nach einem Jahr als Visiting Assistant Professor an der University of Notre Dame wurde er 1972 Assistant Professor und 1980 Professor an der University of Minnesota Duluth.
1977 gründete er das Research Experience for Undergraduates (REU) Programm an seiner Universität, das als Vorbild für weitere solche Programme in den USA diente. Sein Ziel ist es dabei, den Studenten Probleme zu stellen, die sie in einer Art Mini-Ph.D. Programm angehen und die häufig in Publikationen münden (in zwanzig Jahren kamen bei etwa 170 Teilnehmern 150 Publikationen zustande). Schwerpunkt waren dabei (gemäß der Expertise von Gallian) anfangs endliche Gruppen und Cayley-Graphen.
1999 bis 2001 war er Polya Lecturer der Mathematical Association of America (MAA). 2007/08 war er Präsident der MAA. 2013 wurde er Fellow der American Mathematical Society. Außerdem ist er im Beratergremium von Math Horizons (der Zeitschrift für Undergraduates der MAA) und einer der Leiter des Project NExT der MAA zur Fortbildung von Postdoktoranden.
Er war Mitherausgeber des Mathematics Magazine und American Mathematical Monthly.
2003 war er Minnesota Professor of the Year der Carnegie Foundation for the Advancement of Teaching. 1977 erhielt er den Allendoerfer Award der MAA (für The Search for Finite Simple Groups) und 1996 den Trevor Evans Award der MAA (für Weird Dice).
In seiner Freizeit ist er Sammler von Beatles-Memorabilien.

## Schriften
- Contemporary Abstract Algebra, Cengage Learning, 9. Auflage 2017
- Herausgeber Mathematics and Sports, MAA 2010
- A dynamic survey of graph labeling, Electronic J. of Combinatorics 2010
- mit S. Curran: Hamiltonian cycles and paths in Cayley graphs and digraphs--a survey, Discrete Mathematics, Band 156, 1996, S. 1–18
- Error detection methods, ACM Computing Surveys, Band 28, 1996, S. 504–517